# Six Pack (álbum)
Six Pack es el segundo álbum recopilatorio de la banda estadounidense de blues rock y hard rock ZZ Top, publicado en 1987 por el sello Warner Bros. Está compuesto por tres discos que abarca desde su álbum debut ZZ Top's First Album a El Loco de 1981. Todas las canciones fueron remasterizadas y además se les añadió nuevos efectos de sonido, principalmente en la guitarra eléctrica y en la batería para asimilarlas con las canciones modernizadas de la banda por aquel entonces.
A pesar de ser lanzado durante el momento más exitoso comercialmente no obtuvo el resultado esperado, debido a que los fanáticos preferían el sonido clásico y original de los temas. Cabe señalar que algunas de estas remasterizaciones, fueron incluidas posteriormente en el recopilatorio One Foot in the Blues y la caja recopilatoria Chrome, Smoke & BBQ.

## Lista de canciones
Todas las canciones escritas por Billy Gibbons, Dusty Hill y Frank Beard, a menos que se indique lo contrario.

### Disco uno
| N.º | Título                                   | Escritor(es)              | Duración |  |
| 1.  | «(Somebody Else Been) Shaking Your Tree» | Gibbons                   | 2:29     |  |
| 2.  | «Brown Sugar»                            | Gibbons                   | 5:20     |  |
| 3.  | «Squank»                                 | Gibbons, Hill, Ham        | 2:49     |  |
| 4.  | «Goin' Down to Mexico»                   | Gibbons, Hill, Ham        | 3:23     |  |
| 5.  | «Old Man»                                |                           | 3:31     |  |
| 6.  | «Neighbor, Neighbor»                     | Gibbons                   | 2:19     |  |
| 7.  | «Certified Blues»                        |                           | 3:26     |  |
| 8.  | «Bedroom Thang»                          | Gibbons                   | 3:53     |  |
| 9.  | «Just Got Back from Baby's»              | Gibbons, Ham              | 4:10     |  |
| 10. | «Backdoor Love Affair»                   | Gibbons, Ham              | 2:42     |  |
| 11. | «Francine»                               | Gibbons, Cordray, Perron  | 2:53     |  |
| 12. | «Just Got Paid»                          | Gibbons, Ham              | 3:48     |  |
| 13. | «Mushmouth Shoutin»                      | Gibbons, Ham              | 3:45     |  |
| 14. | «Ko Ko Blue»                             |                           | 4:23     |  |
| 15. | «Chevrolet»                              | Gibbons                   | 3:19     |  |
| 16. | «Apologies to Pearly»                    | Gibbons, Hill, Beard, Ham | 2:45     |  |
| 17. | «Bar-B-Q»                                | Gibbons, Ham              | 3:22     |  |
| 18. | «Sure Got Cold After the Rain Fell»      | Gibbons                   | 6:47     |  |
| 19. | «Whiskey'n Mama»                         | Gibbons, Hill, Beard, Ham | 3:20     |  |
| 20. | «Down Brownie»                           | Gibbons                   | 2:26     |  |

### Disco dos
| N.º | Título                           | Escritor(es)                     | Duración |  |
| 1.  | «Waitin' for the Bus»            | Gibbons, Hill                    | 2:59     |  |
| 2.  | «Jesus Just Left Chicago»        |                                  | 3:29     |  |
| 3.  | «Beer Drinkers and Hell Raisers» |                                  | 3:23     |  |
| 4.  | «Master of Sparks»               | Gibbons                          | 3:33     |  |
| 5.  | «Hot, Blue and Righteous»        | Gibbons                          | 3:14     |  |
| 6.  | «Move Me on Down the Line»       | Gibbons, Hill                    | 2:30     |  |
| 7.  | «Precious and Grace»             |                                  | 3:09     |  |
| 8.  | «La Grange»                      |                                  | 3:51     |  |
| 9.  | «Sheik»                          | Gibbons, Hill                    | 4:04     |  |
| 10. | «Have You Heard?»                | Gibbons, Hill                    | 3:14     |  |
| 11. | «Thunderbird»                    | Gibbons, Hill                    | 2:49     |  |
| 12. | «Jailhouse Rock»                 | Leiber, Stoller                  | 1:56     |  |
| 13. | «Backdoor Medley»                | Gibbons, Hill, Beard, Ham, Dixon | 9:23     |  |
| 14. | «Nasty Dogs and Funky Kings»     |                                  | 2:42     |  |
| 15. | «Blue Jean Blues»                |                                  | 4:42     |  |
| 16. | «Balinese»                       |                                  | 2:37     |  |
| 17. | «Mexican Blackbird»              |                                  | 3:06     |  |
| 18. | «Heard It on the X»              |                                  | 2:23     |  |
| 19. | «Tush»                           |                                  | 2:14     |  |

### Disco tres
| N.º | Título                             | Escritor(es) | Duración |  |
| 1.  | «It's Only Love»                   |              | 4:24     |  |
| 2.  | «Arrested for Driving While Blind» |              | 3:05     |  |
| 3.  | «El Diablo»                        |              | 4:20     |  |
| 4.  | «Snappy Kakkie»                    |              | 2:56     |  |
| 5.  | «Enjoy and Get It On»              |              | 3:23     |  |
| 6.  | «Ten Dollar Man»                   |              | 3:42     |  |
| 7.  | «Pan Am Highway Blues»             |              | 3:15     |  |
| 8.  | «Avalon Hideaway»                  |              | 3:07     |  |
| 9.  | «She's a Heartbreaker»             |              | 3:02     |  |
| 10. | «Asleep in the Desert»             | Gibbons      | 3:24     |  |
| 11. | «Tube Snake Boogie»                |              | 3:02     |  |
| 12. | «I Wanna Drive You Home»           |              | 4:44     |  |
| 13. | «Ten Foot Pole»                    |              | 4:19     |  |
| 14. | «Leila»                            |              | 3:13     |  |
| 15. | «Don't Tease Me»                   |              | 4:19     |  |
| 16. | «It's So Hard»                     |              | 5:12     |  |
| 17. | «Pearl Necklace»                   |              | 4:01     |  |
| 18. | «Groovy Little Hippie Had»         |              | 2:40     |  |
| 19. | «Heaven, Hell or Houston»          |              | 2:31     |  |
| 20. | «Party on the Patio»               |              | 2:48     |  |

## Músicos
- Billy Gibbons: voz y guitarra eléctrica
- Dusty Hill: bajo, teclados y coros
- Frank Beard: batería